# Tinara Moore
Tinara Nicole Moore (Southgate, 2 aprile 1996) è una cestista statunitense.